# بروتوكول تعديل الاتفاقية الوحيدة للمخدرات
البروتوكول المعدّل للاتفاقية الوحيدة للمخدرات 1972 (بالإنجليزية: 1972 Protocol amending the Single Convention on Narcotic Drugs) كان بروتوكولًا أجرى عدة تغييرات على الاتفاقية الوحيدة للمخدرات. وقد أبرز الحاجة إلى علاج وإعادة تأهيل مدمني المخدرات، حيث نصّ على أن تتخذ الدول الأطراف "جميع التدابير الممكنة لمنع تعاطي المواد ذات التأثير النفساني، وللتعرف المبكر على الأشخاص المعنيين، ومعالجتهم، وتثقيفهم، ورعايتهم بعد العلاج، وإعادة تأهيلهم، وإدماجهم الاجتماعي". كما وسّع البروتوكول عضوية الهيئة الدولية لمراقبة المخدرات من 11 عضواً إلى 13 عضواً.
بالإضافة إلى ذلك، أضاف البروتوكول المادة 21 مكرّر، المعنونة بـ "تحديد إنتاج الأفيون"، والتي تخوّل الهيئة خصم كميات من الحصة الإنتاجية الوطنية من الأفيون تعادل ما تراه الهيئة قد أُنتج داخل تلك الدولة ودخل إلى السوق غير المشروع. ويمكن أن يحدث ذلك نتيجة الفشل في ضبط الإنتاج غير المشروع أو في منع تحويل الأفيون المنتج بصورة مشروعة إلى أغراض غير مشروعة. وبهذه الطريقة، يمكن للهيئة أن تفرض فعلياً عقوبة اقتصادية على الصناعة الدوائية للأفيون في أي دولة لا تسيطر على حركة الأفيون غير المشروع لديها. وتجدر الإشارة إلى أن هذا الحكم لا يكون فعالاً في حق الدول التي لا تصدّر الأفيون.
ويضيف البروتوكول كذلك حكماً إلى المادة 22 ينص على أن "أي طرف يحظر زراعة الخشخاش أو نبات القنب يجب عليه اتخاذ التدابير المناسبة لمصادرة أي نباتات زُرعت بصورة غير مشروعة وإتلافها، باستثناء الكميات القليلة التي قد يحتاجها الطرف لأغراض علمية وبحثية".  ويُراد من هذا التعديل أن يُلزم الدول بتطبيق القوانين المتعلقة بحظر زراعة المخدرات بصورة فعلية.
كما أضاف البروتوكول حكماً إلى المادة 36 يجيز استخدام "العلاج، والتعليم، والرعاية اللاحقة، وإعادة التأهيل، والإدماج الاجتماعي" كبدائل للسجن في حق متعاطي المخدرات.
وقد كُتب تعليق توضيحي على البروتوكول من قِبل أدولف لانده، الأمين العام السابق للهيئة الدائمة للمخدرات وهيئة الرقابة على المخدرات، وذلك تحت إشراف مكتب الأمم المتحدة للشؤون القانونية. وقد صُمم هذا التعليق لمساعدة الدول في تفسير الاتفاقية.
وبحسب بيانات سنة 2013، فقد صادقت على هذا البروتوكول 125 دولة، وكان قد تم توقيعه في البداية من قبل 54 دولة.

## روابط خارجية
- Signatures and ratifications نسخة محفوظة 7 September 2015 على موقع واي باك مشين..
- Commentary on the Protocol Amending the Single Convention on Narcotic Drugs[وصلة مكسورة].
- Gatto, Christopher: European Drug Policy: Analysis and Case Studies نسخة محفوظة 7 February 2005 على موقع واي باك مشين., NORML Foundation, 1999.
- INCB ANNUAL REPORT, Feb. 23, 1999.